# مينا كشور كمال
مینا کشور کمال (27 فبراير 1956 – 4 فبراير 1987)، تشتهر باسم مينا، هي ناشطة ثورية أفغانية ومناصرة للمرأة وناشطة في حقوق المرأة ومؤسِّسَة الاتحاد الثوري للنساء في أفغانستان (RAWA)، وقد اغتيلت عام 1987.

## السيرة الذاتية
في عام 1977، حين كانت طالبةً في جامعة كابل،  أسست مينا الاتحاد الثوري للنساء في أفغانستان (RAWA)، وهي منظمة تكونت لإعلاء المساواة في التعليم بين الجنسين واستمرت في «إعطاء الصوت للنساء الأفغانيات المحرومات والمرغمات على السكوت». وفي عام 1979، أقامت حملة ضد جمهورية أفغانستان الديمقراطية، ونظّمت اجتماعات في المدارس لحشد الدعم ضدها، وفي عام 1981، أطلقت مجلة نسوية متعددة اللغات باسم Payam-e-Zan (رسالة النساء). وأسست أيضًا مدارس «وطن» لمساعدة أطفال اللاجئين الأفغان وأمهاتهم بتوفير التداوي وتدريس المهارات العملية
بنهاية عام 1981، وبدعوة من الحكومة الفرنسية، مثلت مينا الحركة الأفغانية المقاومة في مؤتمر الحزب الاشتراكي الفرنسي. وغادر وفد الاتحاد السوفيتي القاعة عقب هتاف الحاضرين حينما بدأت مينا التلويح بعلامة النصر.

## الحياة الشخصية
تزوجت مينا بفياض أحمد قائد منظمة التحرير الأفغانية، والذي قتل على يد عملاء غلبدين حكمتيار في 12 نوفمبر 1986. كان لهم ثلاثة من الأبناء، لا يعرف محل اقامتهم حاليًا.

## اغتيالها
اغتيلت مينا في كويته، باكستان في 4 فبراير 1987. تتباين التقارير حول انتماء القتلة، ولكن يعتقد بأنهم عملاء للمخابرات الأفغانية أو الشرطة السرية الأفغانية أو قائد المجاهدين المتعصب غلبدين حكمتيار.

## إرثها
في عدد خاص من مجلة تايم صدر في 13 نوفمبر 2006، أدرجت مينا ضمن «60 بطلًا آسيويًا»، وكُتِب «على الرغم من موتها بعمر الثلاثين فقط، إلا أن مينا قد زرعت بالفعل بذور حركة حقوق النساء الأفغانيات بناءً على قوة المعرفة.»
وقال الاتحاد الثوري للنساء في أفغانستان عنها «أعطت مينا من حياتها القصيرة ولكن الرائعة 12 عامًا للنضال من أجل موطنها وشعبها. امتلكت إيمان قوي على الرغم من ظلمة الأمية والجهل والتعصب والفساد وانحطاط الخيانة المفروضة على نسائنا باسم الحرية والمساواة، وأخيرًا سيستيقظ هذا النصف من الشعب ويعبر طريقه تجاه الحرية والديمقراطية وحقوق المرأة. لقد كان العدو يرتجف خوفًا من الحب والاحترام اللذان صنعتهما مينا في قلوب شعبنا. فقد علموا أنه من خلال نيران قتالاها لكل أعداء الحرية والديمقراطية والنساء ستتحول إلى رماد.»
ومن أقوالها الخالدة:
| مينا كشور كمال | النساء الأفغانيات مثل الأسود النائمة، بمجرد استيقاذهن، سيتمكن من لعب دورٍ مذهلٍ في أي ثورة اجتماعية. | مينا كشور كمال |

## اقرأ أيضًا
- Meena - Heroine of Afghanistan، (2003) كتاب للمؤلف ميلودي إرماتشايلد تشافيس ISBN 0-312-30689-X.

## روابط خارجية
- السيرة الذاتية لمينا على موقع الاتحاد الثوري الأفغاني للنساء
- Meena, an inspiration (مجلة تايم، 13 نوفمبر 2006)
- صورة أخرى
- النص الكامل لقصيدة مينا «لن أعود أبدًا»
- أغنية للمغني الكوري هاي كيونغ آهن مبنية على قصيدة مينا المذكورة أعلاه
- سيرة ذاتية